# Kupreško polje
Kupreško polje – polje w zachodniej Bośni i Hercegowinie.

## Opis
Jest położone w zachodniej Bośni. Zajmuje powierzchnię 94 km². Jego wymiary to 25 × 10 km. Jego wysokość bezwzględna waha się w przedziale 1120–1190 m n.p.m. Jest otoczone wysokimi górami, m.in. Cincarem. Główną miejscowością jest Kupres.
Przepływają przez nie ponornice Milač i Mrtvica. Znajdują się na nim jeziora Kukavičko, Rastičevo i Turjača.
Jest użytkowane rolniczo. Hoduje się owce (tzw. kupreška ovca). Uprawia się jęczmień, żyto i ziemniaki.